# Cézanne (cratère)
Cézanne est un cratère d'impact présent sur la surface de Mercure. 
Le cratère fut ainsi nommé par l'Union astronomique internationale en 1985 en hommage au peintre français Paul Cézanne. 
Son diamètre est de 67 km. Il se situe dans le quadrangle de Beethoven (quadrangle H-7) de Mercure. 